# 彼阿园蛛
彼阿园蛛（学名：Araneus piata）为园蛛科园蛛属的动物。在中国大陆，分布于江苏等地。该物种的模式产地在江苏。